# Regierungsbezirk Stralsund

Pommerns indelning 1913:
Regierungsbezirk Köslin
Regierungsbezirk Stralsund
Regierungsbezirk Stettin

Regierungsbezirk Stralsund var ett regeringsområde i preussiska provinsen Pommern 1818–1932. Det hade en yta på 4 014 km² och 225 148 invånare (1910). Det omfattade 5 kretsar: Franzburg, Greifswald, Grimmen, Rügen och stadskretsen Stralsund.

## Källa
Den här artikeln är helt eller delvis baserad på material från Nordisk familjebok, Stralsund, 1904–1926.